# 沙丁滑銀漢魚
沙丁滑銀漢魚，為輻鰭魚綱銀漢魚目擬銀漢魚科的其中一種，分布於中東太平洋加利福尼亞灣海域，為為亞熱帶海水魚，體長可達25公分，棲息在沿海沙底質水域，生活習性不明。

## 扩展阅读
維基物種上的相關：沙丁滑銀漢魚